# Petite Île (Petite-Île)
Pour les articles homonymes, voir Petite Île.
La Petite Île est un îlot de l'océan Indien situé à proximité immédiate de la côte méridionale de l'île de La Réunion, un département d'outre-mer français dont elle dépend.

## Géographie

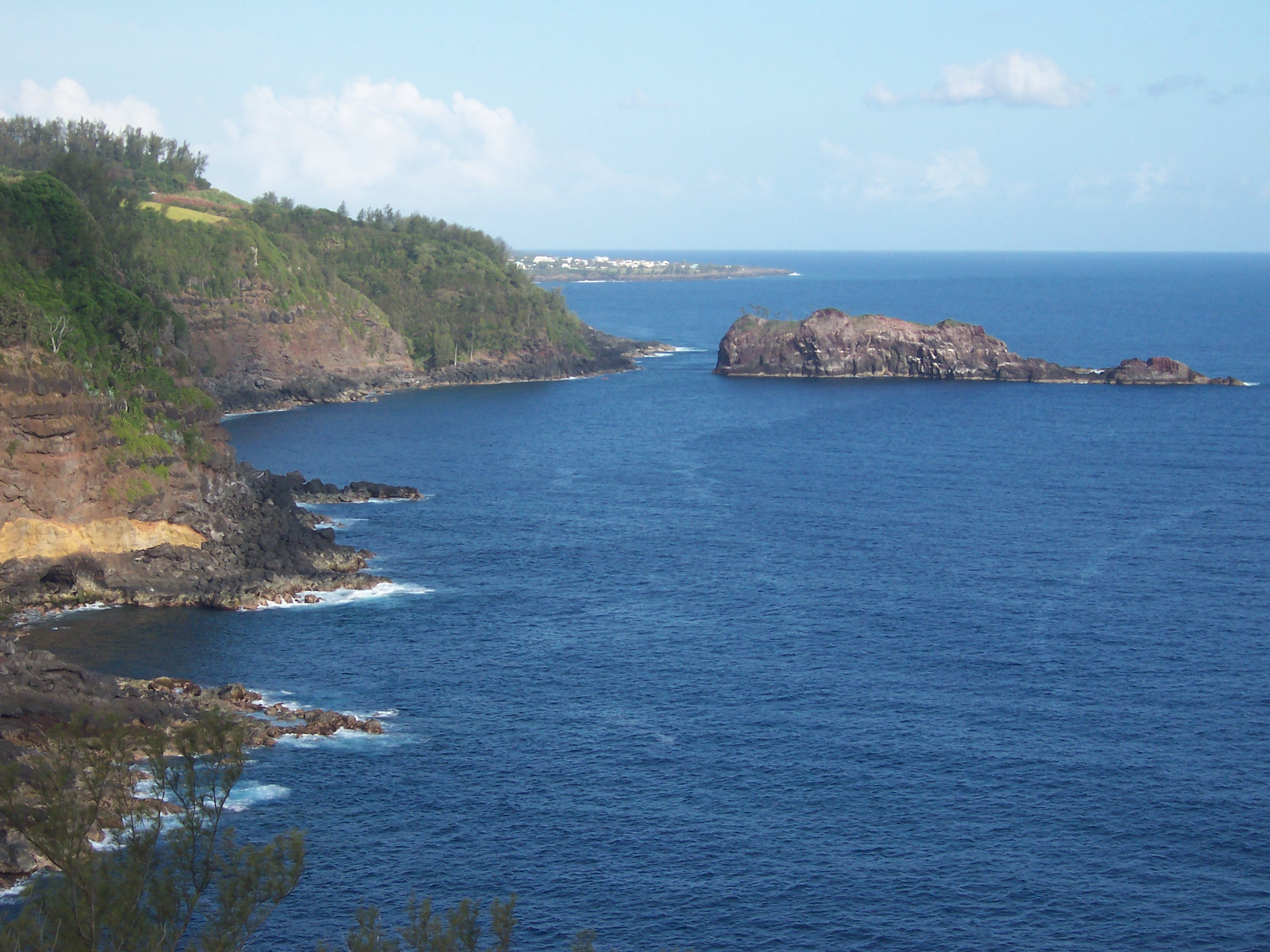
Vue de l'île depuis le Piton de Grande Anse.

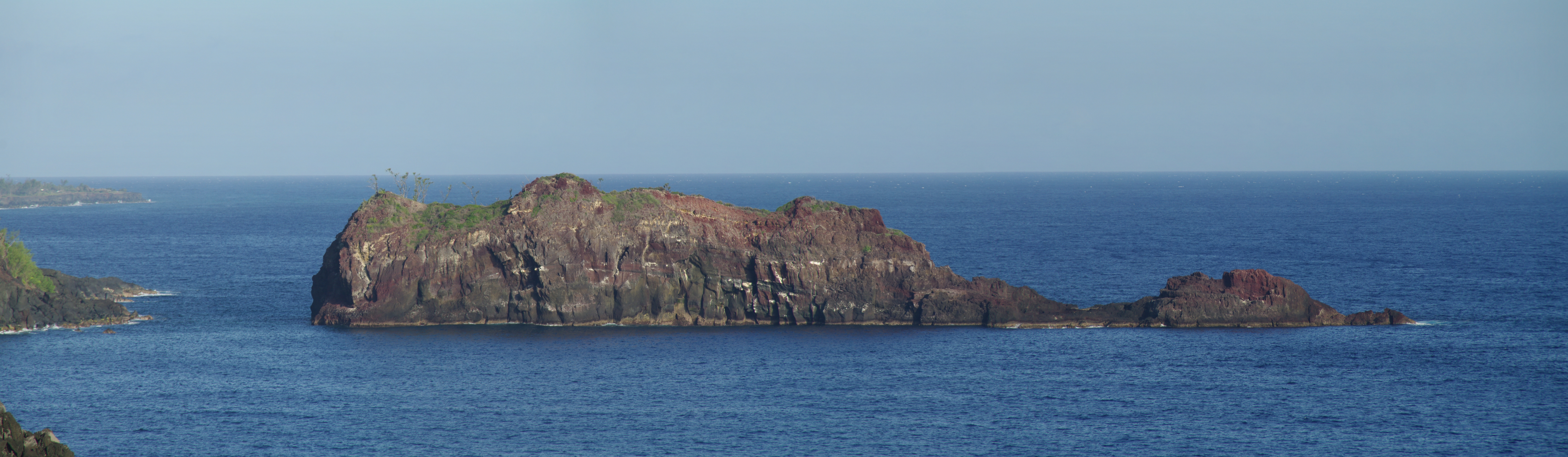
Ile de la Petite-Ile

Situé face au cap du Fil, un cap qui surplombe l'embouchure de la ravine de Petite-Île, l'îlot relève administrativement de la commune de Petite-Île, à laquelle il a donné son nom. Il est situé à deux kilomètres du centre-ville par la route nationale 2 en direction de Manapany, le meilleur point de vue étant offert par la départementale 30 au niveau du lieu-dit Chemin Neuf.
D'une superficie de deux hectares, 2,24 précisément, la Petite Île s'étire entre le nord-est et le sud-ouest sur une longueur de 150 mètres et s'incline vers le sud-est après avoir culminé à 32 mètres d'altitude.

## Flore et faune

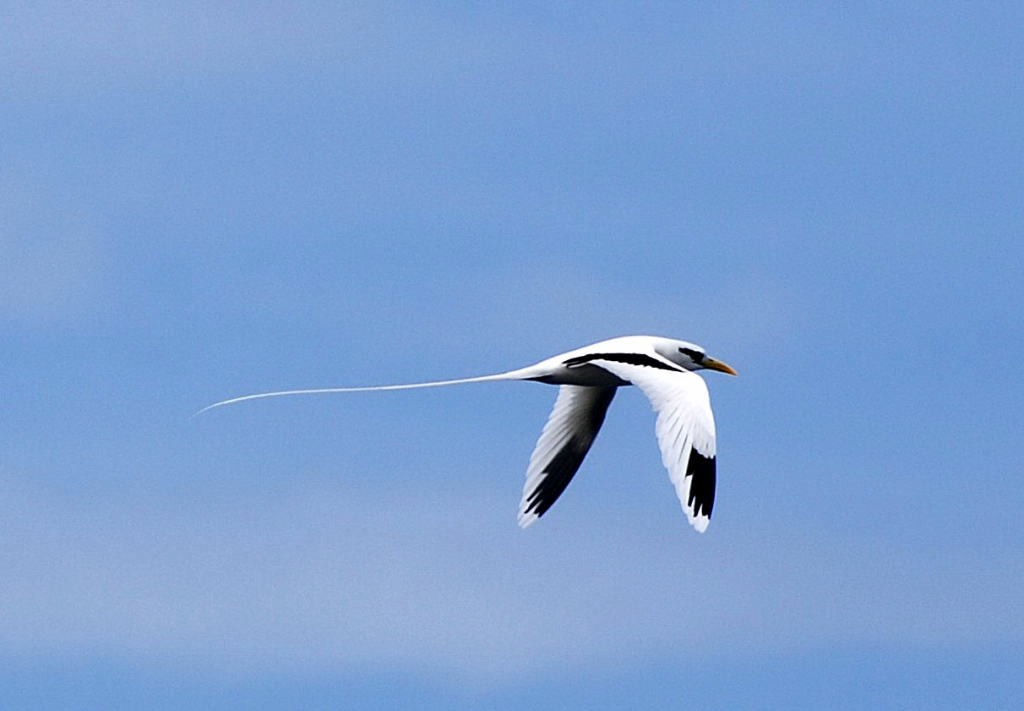
Un paille-en-queue photographié depuis le Piton de Grande Anse, à proximité de la Petite Île.

La Petite Île abrite sur ses pentes une végétation peu développée. En revanche, et comme en témoigne la présence de guano sur ses parois rocheuses, il constitue un site de nidification, et un véritable sanctuaire pour de nombreux oiseaux marins de la zone, parmi lesquels pailles-en-queues, macouas et autres puffins fouquets,. Pour le reste, on sait que les requins rôdent autour de l'îlot, ce qui rend très difficile la traversée à la nage, le rocher inhospitalier étant par ailleurs « agressé par l'océan ».

## Protection
Son intérêt ornithologique vaut à l'îlot d'être classé en Zone naturelle d'intérêt écologique, faunistique et floristique par un arrêté préfectoral de protection de biotope pris par le préfet de La Réunion le 17 février 1986, l'arrêté FR3800439.

## Histoire

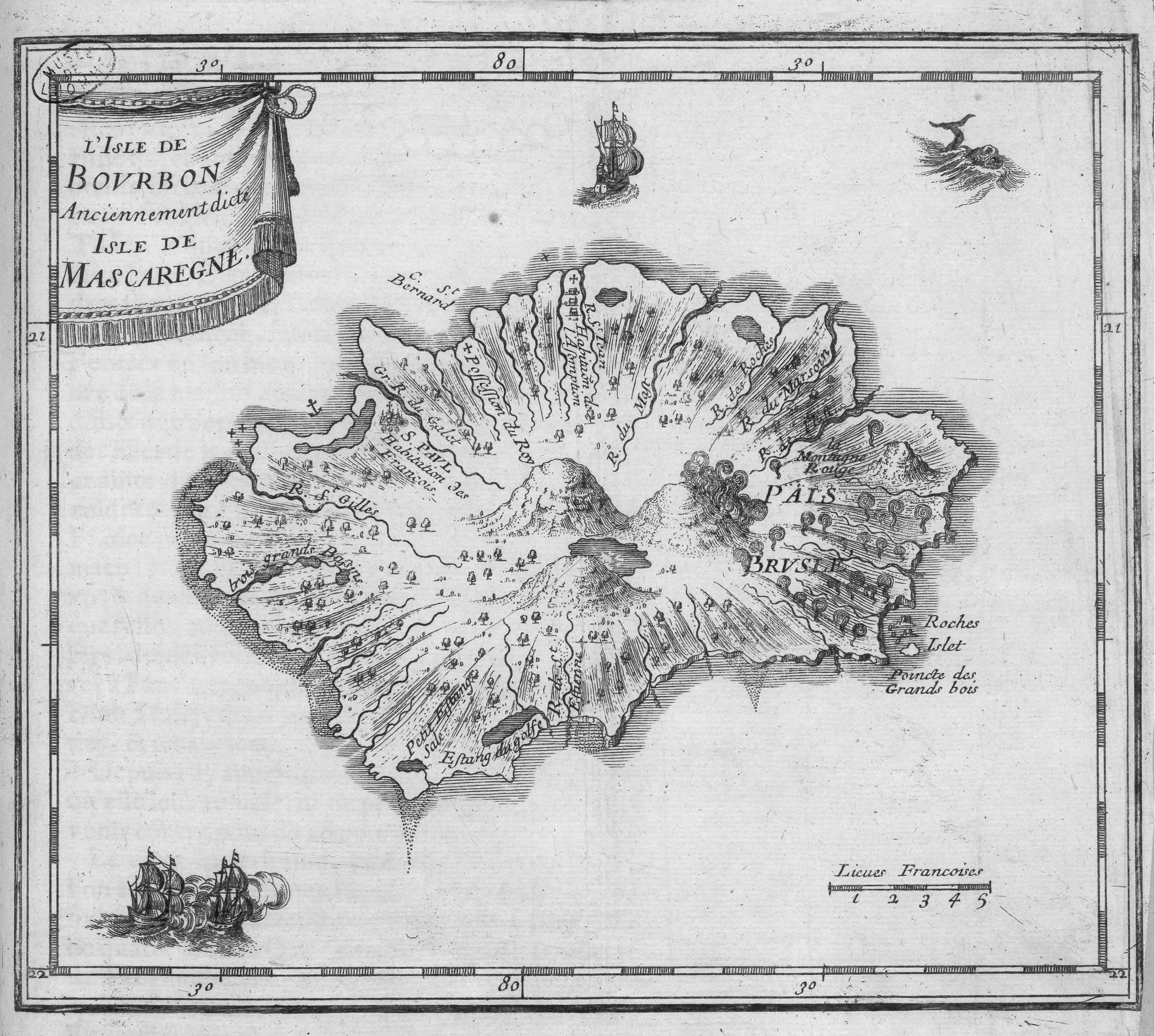
Une carte géographique de La Réunion datant de 1661 et où figure un petit îlot.

La Petite Île a longtemps appartenu à un certain Charles Lavergne, qui installa un câble et une cabine aujourd'hui disparus pour franchir la distance qui la sépare de la côte, d'une cinquantaine de mètres à cent mètres selon les sources,.